# Alsinidendron
Alsinidendron es un género de plantas con flores con cinco especies  perteneciente a la familia de las cariofiláceas.
Está considerado un sinónimo del género Schiedea Cham. & Schltdl.

## Especies
- Alsinidendron lychnoides (Hillebr.) Sherff
- Alsinidendron obovatum Sherff
- Alsinidendron trinerve H.Mann
- Alsinidendron verticillatum (F.Br.) Sherff
- Alsinidendron viscosum (H.Mann) Sherff